# Systèmes techniques
Un système technique est un assemblage de fonctions techniques organisé en fonction d'un but à atteindre (besoin à satisfaire).

## Histoire des sciences de l’ingénieur
Cette notion est intimement liée à l’histoire de l’homme depuis l’époque des premiers outils. Les modèles de description de ces systèmes ont également évolué avec les siècles s’enrichissant au fur et à mesure de l'état de l'art du moment. C’est donc naturellement que la mécanique s’est longtemps imposée comme la science des ingénieurs. Même si depuis le premier quart du XXe siècle, l’électricité s’est associée à la constitution des systèmes jusqu’à devenir elle-même une science de l’ingénieur, la mécanique n’a jamais pu être mise à l’écart ne serait ce que par l’existence matérielle des composants et la réalité du problème de fabrication. L’électronique puis l’informatique se sont, à leurs tours, distinguées et ont pris une place indéniable dans les produits de la vie quotidienne.
Les sciences de l’ingénieur puisent donc dans l’ensemble des connaissances scientifiques du moment (mathématique, physique mais aussi biologie, économie, sociologie) et composent leurs propres modèles (technologie) constamment remis à jour. La normalisation, souvent imposée par l'industrie, influe également sur ses modèles.
Aujourd'hui les sciences de l'ingénieur sont dispensées sous cette appellation en tant que discipline depuis le collège jusqu'en école d'Ingénieurs.

## Cycle de vie d'un produit
Étape dans la vie d'un système technique, concepts et outils de représentation associés. 
- conception : schéma, plan, modèles de calcul
- production : plans, contrats de phase
- distribution : étude de marché, concurrence, publicité
- utilisation : notice, schéma
- maintenance : SAV, pièces détachées.
- destruction et recyclage : développement durable

## Modèles de représentation d’un système pluritechnique
À part le stylo à bille, et l’armoire à pharmacie, il n'y a plus de systèmes entièrement mécaniques. Même les toilettes relèvent de la haute technologie. La conception de tels systèmes s’avère souvent complexe, nécessitant de nouveaux outils de description ou de décision.

### Cahier des charges
norme NF X 50-150

### Les trois flux
- Énergie
- Matière
- Information

## Analyse fonctionnelle des systèmes
- SADT
- FAST
- Méthode APTE

## Outils de représentation
- Dessin technique
- Schémas
  - cinématique, mécanique, hydraulique
  - électronique
- GRAFCET